# 109P/Swift-Tuttle
Pour les articles homonymes, voir Swift et Tuttle.
109P/Swift-Tuttle est une comète périodique. Elle est le corps parent de la pluie de météores des Perséides visible chaque année au mois d'août.

## Découverte et nom
La comète a été découverte indépendamment par l'astronome américain Lewis Swift, qui l'observa le 16 juillet 1862, et son compatriote Horace Parnell Tuttle, qui l'observa pour sa part le 19 juillet 1862. La comète fut alors baptisée du nom des deux découvreurs, Swift-Tuttle. Elle a été redécouverte lors de son passage suivant en septembre 1992 par Tsuruhiko Kiuchi. Gary W. Kronk relèvera que les comètes observées en Chine en 68 av. J.-C.[pas clair] et en 188 pourraient être 109P/Swift-Tuttle,. Des calculs indépendants de Brian G. Marsden et W. G. Waddington confirmeront le lien.

## Trajectoire orbitale

### Passage de 1079
La comète est passée dans le système solaire interne en l'an 1079. Ce passage est à l'origine de la traînée aujourd'hui vieille de 7 révolutions.

### Passage de 1479
La comète est passée dans le système solaire interne en l'an 1479. Ce passage est à l'origine de la traînée aujourd'hui vieille de 4 révolutions.

### 1862: périhélie et découverte
Le 16 juillet 1862, l'astronome américain Lewis Swift observe une comète. Trois jours plus tard, le 19 juillet 1862, son compatriote Horace Parnell Tuttle l'observa également.

### 1992: périhélie
La comète est redécouverte lors de son passage suivant en septembre 1992 par Tsuruhiko Kiuchi.

### 3044
Des simulations sur l'orbite de la comète indiquent qu'elle devrait frôler la Terre en 3044 (en passant à environ 1 million de km), après que de nouvelles données ont permis d'infirmer une possible collision en 1992 . Cette comète fait ainsi partie des objets célestes les plus dangereux pour la Terre, cependant son orbite périodique et les observations astronomiques devraient permettre aux scientifiques de disposer de centaines d'années pour chercher des moyens pour éviter une collision.

### 4479
Un autre rapprochement est prévu autour du 15 septembre de l'année 4479 ; l'approche est évaluée à moins de 0,05 AU, avec une probabilité d'impact de un sur un million. Après 4479, l'évolution orbitale de la comète est plus difficile à prévoir ; la probabilité d'impact de la Terre à chaque révolution de la comète est évaluée à 2 × 10-8 (0,000002 %). C'est le plus grand objet du système solaire qui s'approche de façon répétée de la Terre, et elle le fait à une vitesse relative de 60 km/s. Un impact sur la Terre dissiperait une énergie évaluée à environ 27 fois celui de la comète à l'origine du cratère de Chicxulub.

## Lien avec les Perséides
La comète laisse une traînée de débris rocheux de poussières qui forme un essaim dénommé Perséides que la Terre traverse tous les ans entre la mi-juillet et la mi-août.

## Dans la fiction
- Dans l'épisode 6 de la deuxième saison de La Fabuleuse Mme Maisel, il est fait référence à la comète comme étant « proche ». L'épisode se déroulant à la fin des années 1950, la comète se trouvait alors loin de la Terre.
- Le roman  de science-fiction Au-delà de nulle part (1997) de Jacques Attali raconte la collision de la comète avec la Terre lors de son retour en 2126.